# Olivér Várhelyi
Olivér Várhelyi (* 22. březen 1972 Segedín) je maďarský diplomat, politik, právník a bývalý velvyslanec Maďarska při Evropské unii. Od roku 2024 je evropským komisařem zdraví a blahobytu zvířat ve druhé komisi von der Leyenové. V letech 2019–2024 byl komisařem pro sousedství a rozšíření v první komisi von der Leyenové.

## Biografie
Narodil se roku 1972 v Szegedu v tehdejší Maďarské lidové republice. V roce 1994 dokončil magisterské studium oboru European Legal Studies na Aalborg University v Dánsku. Roku 1996 získal právnický diplom na Univerzitě v Szegedu, odbornou právnickou zkoušku složil v roce 2005.

### Kariéra
Svou profesní kariéru začal koncem 90. let 20. století na maďarském ministerstvu průmyslu a obchodu. Poté pracoval na  ministerstvu zahraničních věcí. Od roku 2011 působil jako zástupce velvyslance, v letech 2015 až 2019 jako plnomocný velvyslanec stálého zastoupení Maďarska při Evropské unii v Bruselu.
Na podzim 2019 byl maďarský premiérem Viktorem Orbánem (Fidesz) navržen do funkce evropského komisaře pro politiku sousedství a rozšíření ve vznikající první komisi von der Leyenové.

## Soukromý život
Hovoří plynně anglicky, francouzsky, maďarsky a německy. 
Je ženatý, má tři děti. Žije střídavě v Budapešti a Segedínu. 

## Ocenění
- Maďarsko: Cena Ányose Jedlika (Jedlik Ányos-díj), 2008.